# Fluoximesterone
Il fluoximesterone è uno steroide anabolizzante con forti proprietà androgene, utilizzato nel trattamento di ipogonadismo maschile, ritardo della pubertà nei maschi e nel trattamento del tumore al seno nelle donne.